# Протезилай
Протезилай (на старогръцки: Πρωτεσίλᾱος) в древногръцката митология е син на Ификъл, участник в Троянската война. Протезилай е герой от „Илиада“, който е почитан на култови места в Тесалия и Тракия. Той е смятан за основател на античния град Скионе и е изобразен на лицевата страна на скионските монети.
Латинският автор Гай Юлий Хигин предполага, че Протезилай първоначално е наричан Йолай, но да не се бърка с Йолай, племенника на Херакъл. По-късно обаче е наречен Протезилай, тъй като е първият, който скача на брега на Троя по време на нападението и първият, който умира. Според легендата, забравяйки предсказанието, според което първият ахеец, който стъпи на троянска земя, ще загине първи, Протезилай скочил на брега и в този миг паднал поразен от Хектор. Според един от вариантите, съпругата на Протезилай, Лаодамия, измолила от боговете мъжът ѝ да се върне за кратко от подземното царство. Когато настъпило време, той отново да отиде при Хадес, а тя го последвала.
Протезилай е един от ухажорите на хубавата Елена.
Според някои автори Протезилай оживява в Троянската война и след падането на Троя взима сестрата на Приам Айтила за заложница. Той я взима със себе си заедно с другите пленници по обратния път към дома си. Акостират за прясна вода и, докато Протезилай е на сушата, Айтила успява да убеди другите пленници да подпалят кораба. Поради тази причина Протезилай и всички останали са принудени да останат на това място и така Протезилай основава град Скионе.
Само две от светилищата, посветени на Протезилай са засвидетелствани. Пиндар пише за светилище на Протезилай във Филака, дома му в Тесалия, където вдовицата му е оставена да го оплаква и където се организират игри в негова чест. Гробницата на Протезилай е засвидетелствана в Елей в Тракийски Херсон в V век пр. Хр., по време на Гръко-персийските войни.